# Candelina
Candelina  is een geslacht van korstmossen dat behoort tot de familie Candelariaceae. De typesoort is Candelina mexicana.

## Soorten
Volgens Index Fungorum telt het geslacht drie soorten (peildatum oktober 2021):
| Soortnaam             | Auteur(s)           | Publicatiejaar |
| --------------------- | ------------------- | -------------- |
| Candelina africana    | Poelt               | 1974           |
| Candelina mexicana    | (B. de Lesd.) Poelt | 1974           |
| Candelina submexicana | (B. de Lesd.) Poelt | 1974           |